# Эммерам Регенсбургский
Э́ммерам Регенсбу́ргский (лат. Emmeramus; убит в 690) — епископ Регенсбургский, священномученик (день памяти — 22 сентября).

## Биография
Святой Эммерам, уроженец Пуатье, отправился в Баварию по приглашению местного герцога Теодона I. Он стал игуменом монастыря Нидермюнстер в Регенсбурге и главой местной епархии. Теодон позвал Эммерама к своему двору. Эммерам проводил в течение трёх лет миссионерскую работу. За это время он приобрел репутацию благочестивого человека.
Как гласит легенда, Ута (или Ота), дочь герцога, призналась Эммераму в том, что она ждёт внебрачного ребенка. Отцом был один из Сигипалдусов, придворных её отца. Сжалившись над девушкой, Эммерам посоветовал ей назвать отцом его, которого каждый уважал, надеясь тем самым смягчить её позор. Вскоре после этого, Эммерам неожиданно отправился в паломничество в Рим. В это время Ута объявила Эммерама отцом своего ребёнка.
Когда герцог Теодон и его сын Лантберт узнали о беременности Уты, Лантберт погнался за епископом. Он догнал Эммерама в Хелфендорфе. Это был старый путь в Рим, дорога между Зальцбургом и Аугсбургом. По приказу Лантберта Эммерама привязали к лестнице и жестоко пытали, отрезая по кусочкам его тело, начиная с пальцев. Ему выкололи глаза и отрезали нос. Ещё живой, с изуродованным телом, он попросил воды у своего помощника Виталиса, который его нашёл лежавшим в луже собственной крови. Виталис был удивлен, что в таком состоянии он просит воды, а не смерти. На это Эммерам ответил, что смерть нельзя ни торопить ни откладывать. Виталис со своим помощником решили принести тело святого в Ашхайм. По дороге Эммерам попросил положить его на землю, где он и испустил дух, и в этот момент присутствовавшие при его смерти увидели яркое сияние, озарившее его тело. Это место находилось на пересечении четырёх дорог, и согласно легенде оно до сегодняшнего дня вечнозелёное. Позже на этом месте была построена маленькая часовня. Со дня кончины Эммерама 22 сентября шёл проливной дождь в течение сорока дней. Когда Ута все-таки сказала правду, тело Эммерама переместили в Регенсбург. И опять произошло чудо: достигнув Дуная, плот самостоятельно поплыл против течения в Регенсбург.
На месте могилы мученика в Регенсбурге около 739 г. был заложен бенедиктинский монастырь, который был освящён в его честь (Монастырь Санкт-Эммерам).